# Теафлавины
Теафлавин и его производные, известные под общим названием теафлавины, представляют собой полифенолы — антиоксиданты, которые образуются в результате конденсации флаван-3-олов в чайных листьях во время ферментативного окисления (иногда ошибочно называемого ферментацией) черного чая. Теафлавин-3-галлат, теафлавин-3'-галлат и теафлавин-3-3'-дигаллат являются основными теафлавинами. Теафлавины являются разновидностью теарубигинов и поэтому имеют красноватый цвет. Эти молекулы содержат трополоновый фрагмент. Теафлавины ответственны за ярко-красный цвет черного чая и слегка вяжущий, горьковатый вкус .

## Нахождение
Теафлавины являются основными продуктами окисления катехинов. Встречаются только в ферментированных чаях; однако небольшие количества могут также присутствовать в зеленом чае.
| Сорт чая       | Теафлавин | Теафлавин-3-галлат | теафлавин-3'-галлат | теафлавин-3-3'-дигаллат | Всего     |
| -------------- | --------- | ------------------ | ------------------- | ----------------------- | --------- |
| Дарджилинг     | 0.10–0.15 | 0.06–0.13          | 0.04–0.08           | 0.07–0.26               | 0.28–0.56 |
| Ассам          | 0.15–0.22 | 0.22–0.41          | 0.16–0.29           | 0.42–1.13               | 0.96–1.91 |
| Цейлонский чай | 0.18–0.25 | 0.13–0.34          | 0.12–0.22           | 0.13–0.35               | 0.61–1.15 |
| Китайский чай  | 0.03–0.15 | 0.09–0.27          | 0.04–0.17           | 0.23–0.31               | 0.44–0.89 |

Из-за низкой концентрации в чайном листе, промышленное получение теафлавинов путем экстракции затруднено. Основным методом производства теафлавинов является биосинтез с использованием полифенолоксидаз. Этот метод экологичен, экономичен и обеспечивает высокий выход продукта.

## Биологическая активность
Биодоступность теафлавинов очень низкая.
Теафлавины значительно снижают накопление липидов, подавляют синтез жирных кислот и стимулируют окисление жирных кислот. Могут быть активны в предотвращении жировой дистрофии печени и ожирения.
Употребление черного чая, обогащенного теафлавинами, приводит к лучшему восстановлению и снижает окислительный стресс.

### Противовирусное и антибактериальное действие
Теафлавины оказывают противовирусную активность на следующие вирусы: вирус Синдбис, вирус табачной мозаики, грипп А и В, вирус простого герпеса, ротавирус и коронавирус, вирус гепатита С, калицивирусы, ВИЧ. 
Предполагается, что теафлавины могут быть потенциально ценными дополнительными терапевтическими агентами для профилактики и лечения заболеваний пародонта, связанных с анаэробной бактерией Porphyromonas gingivalis.
Теафлавин-3,3'-дигаллат (TF3), полифенольное соединение из черного чая, проявляет антибактериальное действие против Enterococcus faecalis - оппортунистического патогена, вызывающего нозокомиальные инфекции. Исследования показали, что TF3 значительно ингибирует образование биопленок E. faecalis

### Противоопухолевое действие
Теафлавин-3-галлат продемонстрирован как потенциальный природный ингибитор Hsp90, который можно использовать для повышения терапевтической эффективности существующих методов лечения рака молочной железы.

### Антивозрастной эффект
Пищевые добавки с теафлавинами положительно способствуют предотвращению возрастного дисбиоза кишечной микробиоты и замедлению дисфункции кишечного эпителия, тем самым увеличивая продолжительность жизни у дрозофилы.